# 史振民
史振民（1964年2月12日—），加拿大政治人物，1999年至2010年出任安大略省議會多倫多中選區省議員，期間先後出任安大略省衛生及長期護理廳長和能源及基礎建設廳長等内閣職位，並從2006-09年間任職安大略省副省長，之後離開省議會並於2010年多倫多市選中角逐市長職位。他是首位公開承認同性戀身份後成功當選安省省議員的人物，也是該省首位公開承認同性戀身份的内閣廳長。

## 早年和個人生活
史振民生於安大略省威斯頓（現多倫多市一部分），童年大部分時間於怡陶碧谷度過。他在中學時期曾擔任學生會主席，之後決定不上大學並投入政治生涯。他於1981年省選中替安大略自由黨約克西選區候選人拉票，到1985年成為省自由黨約克西選區協會主席，之後並先後出任時任省長彼得遜（David Peterson）的助理和時任省旅遊及康樂廳長奧尼爾（Hugh O'Neil）的幕僚長。1994年，他加入多倫多市長選舉候選人賀珀勵（Barbara Hall）的助選團，並於賀珀勵當選市長後出任其幕僚長。
他與伴侶佩洛索（Christopher Peloso）於2007年結婚。佩洛索據報患有憂鬱症，2013年12月失蹤後被發現逝世。

## 從政

### 省議員生涯
史振民於1999年省選中獲取自由黨提名，在多倫多中—玫瑰谷選區（Toronto Centre-Rosedale）代表該黨角逐省議員席位。他順利贏取該議席，並獲委任為在野自由黨的大多倫多地區事務和科學及科技事務評議員，到2001年改任自由黨副黨鞭，並從2002年起同時出任自由黨的金融機構事務評議員。
他在2003年省選中順利連任，而隨著自由黨擊敗進步保守黨上台執政，史振民亦被新任省長麥堅迪委任為衛生及長期護理廳長，並從2006年起同時出任副省長。2007年省選，史振民在重新命名的多倫多中選區連任省議員，並留任副省長和衛生及長期護理廳長職務。他在2008年調任能源及基礎建設廳長，但留任副省長。

### 競逐多倫多市長
2009年9月8日，史振民不點名批評時任多倫多市長苗大衛，惹來外界猜測他有意在翌年市選中角逐市長職位。同年11月9日，他辭去省政府内閣職務並正式宣佈參選多倫多市長，此後他留任省議員至2010年1月3日為止。
據一項於2010年9月19日發表的民調顯示，在已決定投票意向的選民中，史振民的支持度為21.3%排行第二，大幅落後對手福特（45.8%），但高於彭德龍（Joe Pantalone）、羅樂高（Rocco Rossi）和湯遜（Sarah Thomson）等人；史振民就此呼籲不希望福特當選的選民策略性投票給他。踏入10月，湯遜宣佈棄選並轉為支持史振民；羅樂高亦棄選但沒有宣佈支持其他候選人。在10月18日公佈的另一項民調中，史振民的支持度上升至40%，只些微落後於福特。
在2010年10月25日舉行的多倫多市長選舉中，史振民以35.607%的得票率屈居第二，敗於獲得47.114%選票的福特，無緣出任市長。

## 近期發展
競逐多倫多市長失敗後，史振民於2011年1月加盟CFRB電台成為客席主持。他婉拒麥堅迪邀請參與2011年省選，但謂有意日後重返政壇。
史振民於2017年2月宣布有意在翌年舉行的多倫多市選中競逐市議員席位。他最終決定在第13號選區（多倫多中區）競選，在2018年10月舉行的市選中贏取15%選票，不敵尋求連任的黃慧文。
他從2020年3月起出任加拿大大麻業諮議會行政總裁。

## 外部連結
- （英文）George Smitherman （页面存档备份，存于）－史振民個人網站
- （英文）George Smitherman, MPP－安大略省議會網站 史振民議員簡介